# Euscorpius vignai
Espèce
Euscorpius vignai est une espèce de scorpions de la famille des Euscorpiidae.

## Distribution
Cette espèce est endémique du Dodécanèse en Grèce. Elle se rencontre sur Karpathos et Kassos.

## Description
La femelle holotype mesure 27,3 mm.

## Étymologie
Cette espèce est nommée en l'honneur d'Augusto Vigna Taglianti.

## Publication originale
- Tropea, Fet, Parmakelis, Kotsakiozi & Stathi, 2014 : Three new species of Euscorpius (Scorpiones: Euscorpiidae) from Greece. Euscorpius, no 190, p. 1-22 (texte intégral).